# Championnats d'Europe de char à voile 1964
Navigation
1963 1965
Les 2e championnats d'Europe de char à voile 1964, organisés par le pays hôte sous l'égide de la fédération internationale du char à voile, se sont déroulés à La Panne dans la province de Flandre-Occidentale en Belgique,.

## Podiums
| Or                   | Argent          | Bronze        |
| -------------------- | --------------- | ------------- |
| Louis de Terschueren | Raymond Bergman | Christian Nau |

## Tableau des médailles par nation
| Rang | Nation   | Or | Argent | Bronze | Total |
| ---- | -------- | -- | ------ | ------ | ----- |
| 1    | Belgique | 1  | 1      | -      | 2     |
| 2    | France   | -  | -      | 1      | 1     |